# Нем
Нем — река в России, протекает по Республике Коми. Левый приток реки Вычегды.
Гидроним Нем сопоставляется с карел. niemi, niem, вепс. nem, эст. neem, фин. niemi — «мыс».
Длина реки - 260 км, площадь её водосборного бассейна — 4230 км². Питание смешанное, с преобладанием снегового. Замерзает в ноябре, вскрывается в мае. Среднегодовой расход воды — в 16 км от устья 37,3 м³/с.
Крупнейшие притоки — Кукъю, Ын (левые); Закубан (правый).

Бассейн Северной Двины

Нем начинается на юго-востоке Республики Коми на границе с Пермским краем. В верховьях течёт в меридиональном направлении с севера на юг, после впадения Средней Ловпуа резко поворачивает на запад, а после устья Ына — на северо-запад, пересекая в этом месте Немскую возвышенность. Русло извилистое, река собирает многочисленные притоки, берега сильно заболочены, особенно в верховьях, малонаселены.
Ранее по реке проводился лесосплав. Нем впадает в Вычегду напротив села Усть-Нем, в 346 км от истока Вычегды.
Устье Нема разделяет Вычегду на Верхнюю и Среднюю.